# 原店镇
原店镇，是中华人民共和国河南省三門峽市陕州区下辖的一个乡镇级行政单位。

## 行政区划
原店镇下辖以下地区：
中区社区、东一区社区、东二区社区、西区社区、北区社区、市场区社区、原店村、郭家村、新建村、寨根村和岔里村。